# Christian Bernard
Christian Bernard (1951. november 30. –) F.R.C. a Rózsakeresztes rend korábbi Imperátora, akit 1990. április 12-én iktattak be hivatalába. 2018. október 3-án bejelentette az imperátori tisztségből történő visszavonulását és az AMORC leendő Imperátorának Claudio Mazzucco, jelenlegi olasz Nagymesternek a megválasztását. A 2019. augusztus 14. és 18. között Rómában megrendezésre került AMORC Világtalálkozóig maradt hivatalában, ahol utódát hivatalosan is beiktatták.

## Korai évek
Az A.M.O.R.C. Nyugalmazott Imperátora 1951. november 30-án született Bourg-d’Oisans-ban, a Nyilas jegyében. Édesapja, Raymond Bernard (1923-2006), pár évvel Christian születése előtt (1948-49-ben) indította újra az AMORC második világháborúban tetszhalott francia szervezetét. Yvonne nevű édesanyjával születése évében kötöttek házasságot. Apja révén tehát megvolt a kellő spirituális háttér ugyanakkor szülei nyitottságra nevelték egyetlen gyermeküket, nem volt kötött, hogy milyen szellemi-spirituális irányzatot válasszon. Raymond Bernard „Letters from Nowhere” című önéletrajzi elemeket is tartozó könyvében őszinte örömként írja le, amikor Christian 12-évesen jelét adta, hogy a rózsakeresztesség, azon belül pedig az AMORC iránt érdeklődik.

## Rendtaggá válása
1966. május 6-án apja javaslatára Christian levelet írt az akkori imperátornak, Ralph Maxwell Lewis-nak (1904-1987), kérelmezve a konvokációkon való részvételt édesapja kíséretében. 14 éves volt ekkor és az engedély meg is érkezett, továbbá az Imperátor meghívta magához San Joséba egy teljes hónapra. Itt gyakorolhatta az angol nyelvet és besegített a Rózsakeresztes Parkban. Amikor apja legközelebb találkozott az Imperátorral és feleségével, mindketten egyöntetűen azt mondták, hogy „Christian számára az igen az igen, a nem pedig nem.” 15. születésnapján, megerősítendő elhatározását a Rend iránt, kérte az Imperátort, hogy szülői engedéllyel AMORC-tag lehessen. Ilyen még soha azelőtt nem történt, de az engedélyt megkapta és ezek után ez lehetőséggé vált a francia-nyelvű joghatóságban.

## Kezdeti rendi tevékenységei
Mindemellett Christian Bernard szülei hétköznapi módon taníttatták és polgári hivatást terveztek fiuknak. Apját rendi tevékenységei (Nagymester, Legátus) rendszeresen és hosszú időre külföldre szólították és alig látta feleségét és Christiant. 11-éves korától bentlakásos iskolába íratták be őt, ahol sokszor magányosnak érezte magát, ugyanakkor együttérzéssel is viszonyult hasonló korú kortársaihoz.
Több feladatot is ellátott a rendben és 1970-től a Francia Nagypáholy titkári tisztségét látta el apja javaslatára. Raymond Bernard nem kivételezett fiával, sőt többet követelt tőle, mint másoktól rendi szolgálatában. Kemény tanulóidő volt ez Christian számára. 1972-ben megnősült, elvette Helène  nevű feleségét és gyermeke is született hamarosan, akit még kettő követett az évek során. Gyermekei mind rendtagok és hasonlóan több unokája is. A rózsakeresztesség mellett szenvedélye a foci.

## Francia Nagymester
1975 elejétől egyre többször kellett helyettesítenie apját nagymesteri teendőiben, utazott, konvokációkat és beavatásokat tartott és több modernizációs projektet hajtott végre a szervezetben. Majd elérkezett a pillanat Raymond számára, hogy eldöntötte, az általa viselt két funkciót már nem tudja egyedül teljes értékűen ellátni. 1977. március 18-án, apja ajánlására az AMORC Legfelsőbb Tanácsa egyhangúlag megszavazta Christian Bernardot francia nagymesterré. A szavazás és a támogatás egyöntetűsége mélyen megérintette őt és feladatának súlyán és a rá ruházott felelősségen meditálva a következő fogalmazódott meg lelkében: „az alázat és az elfogadás ad lehetőséget a további szolgálatra.” Rituális beiktatására 4000 rendtag jelenlétében 1977. augusztus 7. vasárnap reggelén, 7:30-tól kezdődően került sor.
Az egyik legnagyobb joghatóságról lévén szó, mely magában foglalja az összes franciaajkú országot, függő területet a Földön, rengeteg utazással és feladattal járt a nagymesteri szolgálat, melyben apja AMORC Legátusként továbbra is segítette. Ralph M. Lewis 1987. január 12-én bekövetkezett tranzíciójáig az Imperátor teljes támogatását élvezte. Az AMORC Francia-nyelvű Joghatósága nagymestereként szolgált egészen 1993-ig, amikor is a jelenlegi francia nagymester, Serge Toussaint követte őt ebben a tisztségében.

## Imperátor
Gary L. Stewart rövid idejű imperátorsága után 1990. április 12-én választotta meg a Legfelsőbb Tanács egyöntetű szavazással Imperátornak. Az ünnepélyes beiktatási szertartást 1990. augusztus 7-én Irving Söderlund, akkori Legfelsőbb Kincstárnok és Skandináv Nagymester vezette. Ezután még négy alkalommal választották újra imperátori tisztségébe egyhangú szavazással. Elkötelezett a világméretű Rend egységéért és hivatali ideje alatt a nagymesterekkel együttműködésben tevékenykedett.
Mint a legtöbb rózsakeresztest, Bernard testvért is aggodalommal tölti el a Föld ökológiai állapota és jövője. Ebből kifolyólag 2000-ben, egyetértve fő céljaival és megállapításaival, a Rend nevében támogatásáról biztosította a Föld Charta (Earth Charter) nevű nemzetközi kezdeményezést. Az ENSZ 2012. június 20-22. között megtartott Rio+20 konferenciájára való felkészülés kapcsán lehetőséget kapott és felszólalt a Brazil Parlament Szenátusában, ahol a Föld jövőjéről, a termékelőállítás és fogyasztás fenntartható egyensúlyáról, a környezetszennyező munkafolyamatok és hozzáállás megváltoztatásáról és cselekvés szükségességéről beszélt. Már a kezdeményezésére 2001-ben kiadott Positio Fraternitatis kiadvány is számos ponton érintett a környezetvédelem globális vonatkozásait, de részleteiben a 2014-ben kiadott Appellatio Fraternitatis kiáltvány foglalkozik ökológiai kérdésekkel. Ezzel Christian Bernard a spiritualitás és a humanizmus mellett a környezetvédelmet tette meg az AMORC egyik alappillérének.

## Visszavonulás
2018. október 3-án az AMORC Legfelsőbb Tanácsának bejelentette az imperátori tisztségből történő visszavonulását és megválasztásra javasolta az AMORC leendő imperátorának Claudio Mazzucco, olasz nagymestert. A 2019. augusztus 14. és 18. között Rómában megrendezésre került AMORC Világtalálkozóig maradt hivatalában, ahol utódát hivatalosan is beiktatták. Jelenleg az AMORC Nyugalmazott Imperátora és a Legfelsőbb Tanács tagja.

## Művei
- Christian Bernard: So Mote It Be! (angolul) San José: Rózsakeresztes rend. 1995.  ISBN 9781893971073
- Christian Bernard: Rosicrucian Questions and Answers. (angolul) San José: Rózsakeresztes rend. 2001.
- Christian Bernard: Rosicrucian Reflections. (angolul) San José: Rózsakeresztes rend. 2012.

## Külső hivatkozások
- Életrajz az amerikai AMORC oldalról
- A világ spiritualizációja és emberségessé tétele

## Fordítás
- Ez a szócikk részben vagy egészben  a   Christian Bernard című angol Wikipédia-szócikk fordításán alapul.  Az eredeti cikk szerkesztőit annak laptörténete sorolja fel. Ez a jelzés csupán a megfogalmazás eredetét és a szerzői jogokat jelzi, nem szolgál a cikkben szereplő információk forrásmegjelöléseként.